# Simyra flavida
Simyra flavida är en fjärilsart som beskrevs av Aurivillius 1880. Simyra flavida ingår i släktet Simyra och familjen nattflyn. Inga underarter finns listade i Catalogue of Life.